# Serie de oro: grandes éxitos
Serie de Oro: Grandes Éxitos é a sétima coletânea do roqueiro argentino Fito Páez. O álbum foi lançado em 1999, com o selo EMI.

## Faixas
| #  | Nome da Faixa                    | Álbum Original             |
| -- | -------------------------------- | -------------------------- |
| 01 | "Ciudad de Pobres Corazones"     | Ciudad de pobres corazones |
| 02 | "Tatuaje Falso"                  | Ey!                        |
| 03 | "La Rumba del Piano"             | Del 63                     |
| 04 | "Cable a Tierra"                 | Giros                      |
| 05 | "Canción de Amor Mientras Tanto" | Ey!                        |
| 06 | "Tres Agujas"                    | Del 63                     |
| 07 | "Decisiones Apresuradas"         | Giros                      |
| 08 | "Un Rosarino en Budapest"        | Del 63)                    |
| 09 | "Track Track"                    | Ciudad de pobres corazones |
| 10 | "Viejo Mundo"                    | Del 63                     |
| 11 | "Dame un Talismán"               | Ey!                        |
| 12 | "11 y 6"                         | Giros                      |
| 13 | "Gente sin Swing"                | Ciudad de pobres corazones |
| 14 | "Por Siete Vidas (Cacería)"      | Ey!                        |
| 15 | "Del 63"                         | Del 63                     |

## Vendas e Certificações
| Ano  | Órgão | Certificação/Vendas | Vendas   |
| ---- | ----- | ------------------- | -------- |
| 1996 | CAPIF | ouro                | 50,000 + |